# Katherine Stieglitzová

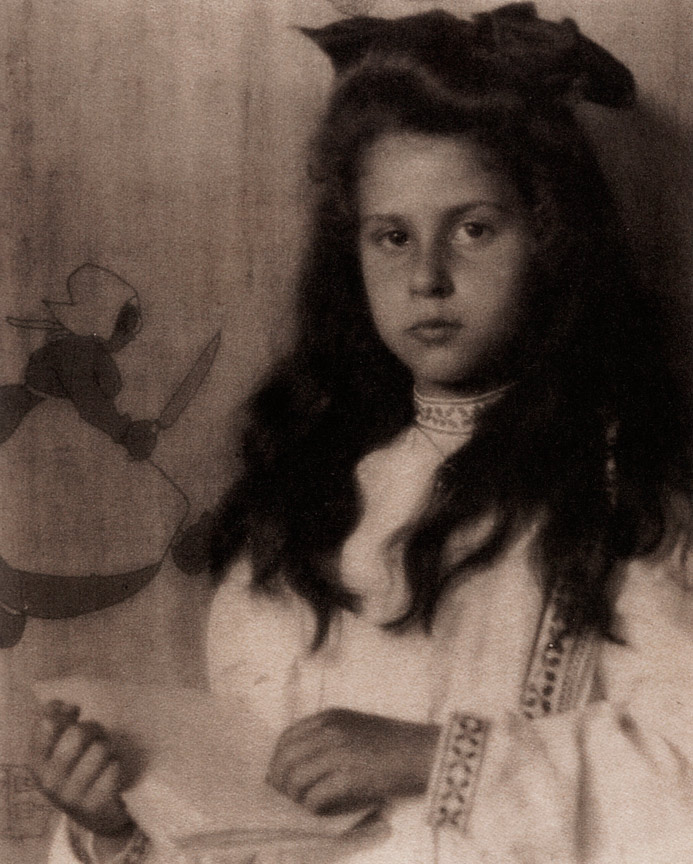
Katherine Stieglitzová v roce 1905 ve věku 7 let

Katherine Stieglitzová nebo Katherine Stieglitzová Stearnsová (nepřechýleně Katherine Stieglitz Stearns; 27. září 1898 Manhattan, New York – 20. listopadu 1971 Beacon) byla dcerou Emmeline neboli Emmy a Alfreda Stieglitze, amerického fotografa a propagátora moderního umění. Byla předmětem mnoha fotografií svého otce, zejména ve svých raných letech. Fotografie byly vystaveny a publikovány a dostaly chválu za jejich zdravý cit. Vystudovala Smith College, než se provdala za Miltona Sprague Stearnse. Po narození syna v roce 1923 byla institucionalizována pro deprese a halucinace, až do své smrti v roce 1971.

## Raný život

Alfred Stieglitz: Emmeline a Katherine, 1898

Katherine Stieglitzová, neboli „Kitty“, se narodila 27. září 1898 Emmeline a Alfredu Stieglitzovým na Manhattanu v New Yorku. Rodina žila na Madison Avenue, mezi 83. a 84. ulicí, krátce po svém narození.
S využitím Emmyina dědictví si pár najal vychovatelku, kuchařku a komornou. Stieglitz pracoval v The Camera Club of New York a na svém vlastním fotografování stejným tempem jako před narozením své dcery, a proto manželé žili převážně oddělené životy pod jednou střechou. Emmy, která doufala, že si jednoho dne získá Stieglitzovu lásku, mu nadále poskytovala příspěvek ze svého dědictví.
Alfred Stieglitz zachytil spoustu fotografií své dcery, když byla mladá, až natolik, že ho Emmy požádala, aby ji už přestal fotografovat. Pokračoval v jejím zachycování různých gest a scén, téměř obsesivně, až do roku 1902. Matku a dceru fotografovali také Clarence Hudson White a Gertrude Käsebierová.
Rodina cestovala do Evropy v roce 1904, během této doby byl Alfred hospitalizován v Berlíně a Emmy a Kitty navštívily příbuzné ve Stuttgartu v Německu. Celá rodina byla během pobytu v Londýně a před odjezdem domů dost nemocná. Jejich návrat byl odložen o tři týdny, než se zotavili.
V roce 1907 Alfred experimentoval s barevnou fotografií a zachytil dobře oblečenou a dlouhovlasou dívku na fotografiích, jak se drží květin nebo rostlin, což bylo běžné téma Alfreda vidět ženské pohlaví v jednotě s přírodou. Vystavoval její fotografie na několika výstavách a získal chválu od kritiků. Spisovatel Charles Henry Caffin o jeho dílech řekl: „Když zasadí své postavy do scény, stanou se její součástí a navzdory tomu s ní zapadnou. Dává je tam, protože k tomu patří. Jeho sentiment, který se nikdy nezvrhne v sentimentalitu, je vždy zdravý a upřímný a jeho obrazy mají navíc kouzlo krásného aranžmá a jednoduché a kontrolované působivosti.“ Její otec Katherinu fotografoval během jejího dospívání, a krátce poté.

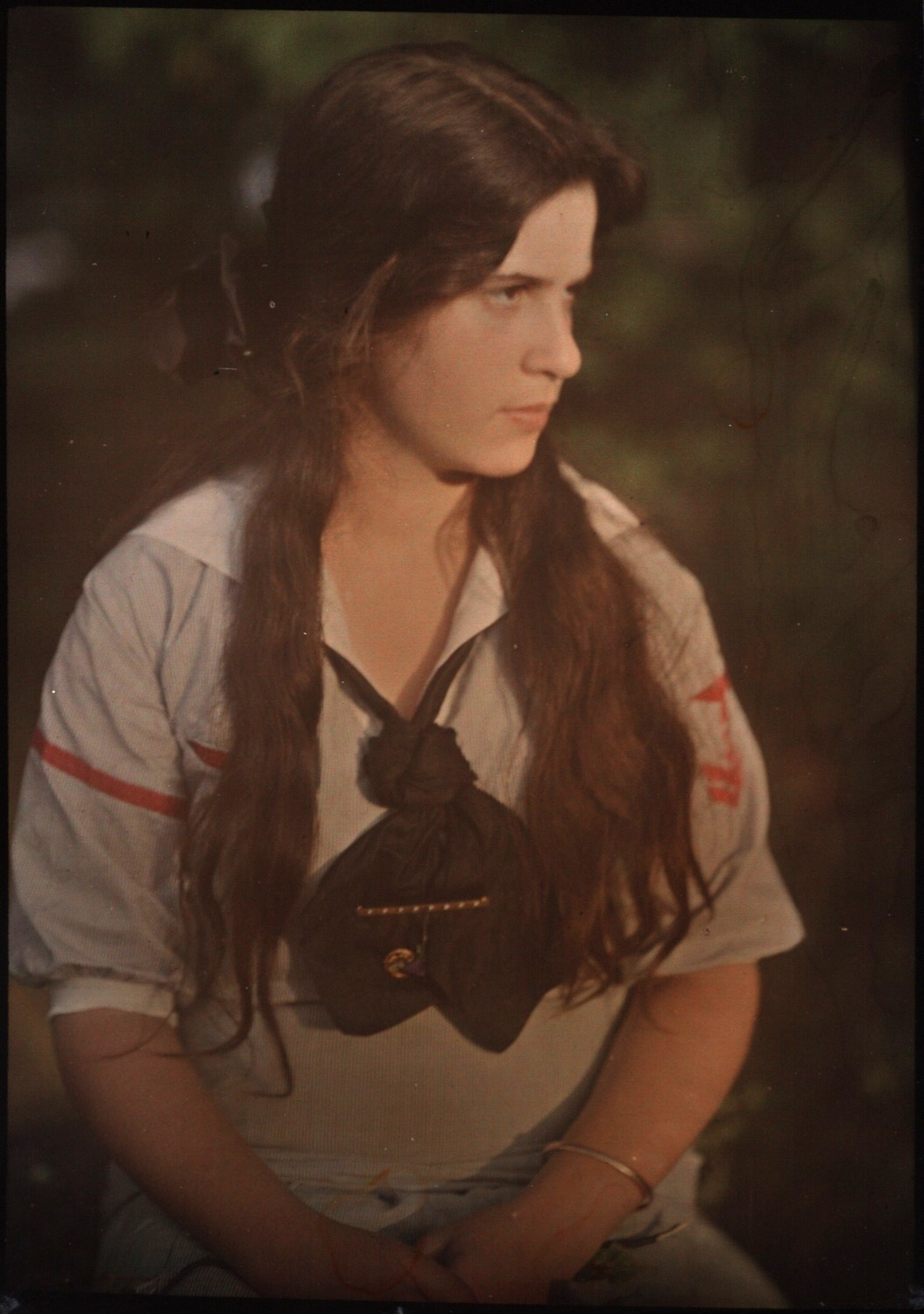
Autochrom Katherine Stieglitzové pořízený v roce 1910, když jí bylo 12 let

Kittyina matka a otec byli často rozděleni, například když Emmy cestovala do Evropy, a Kitty byla ponechána v péči svého otce. Alfred byl s Kitty docela formální a se svou ženou a dcerou trávil málo času, ale v roce 1911 cestovali jako rodina na aktivní dovolenou po Evropě. Rodina Stieglitzových také trávila léto v rodinném domě u jezera George, které členové rodiny často navštěvovali.

## Vzdělání
Kolem roku 1917 začala Stieglitzová studovat na Smith College v Northamptonu ve státě Massachusetts. Začátkem července 1918 ji otec odvezl do tábora a vrátil se do rodinného bytu v New Yorku, kde fotografoval Georgii O'Keeffe, Emmy dorazila domů dříve, než se očekávalo, našla je pohromadě a vyhodila Alfreda z domu. Stieglitzová absolvovala Smith College v roce 1921.

## Manželství a těhotenství
Stieglitzová si vzala Miltona Spragua Stearnse, absolventa Harvardovy univerzity dne 22. června 1922 v unitářské církvi. Svatby se jeho rodiče nezúčastnili a její otec nebyl pozván. Po svatbě žili Stearnovi v Allstonu ve státě Massachusetts. Rok po svatbě se jim 3. června 1923 narodil syn Milton Sprague Stearns junior.

## Poporodní deprese a institucionalizace
Stieglitzová, stejně jako její babička z matčiny strany, trpěla poporodní depresí během několika dní po narození svého syna, Miltona Stearnse juniora. V roce 1923 byla léčena na depresi a halucinace a byla institucionalizována v Craig House v Beacon v New Yorku.
Craig House byl první soukromou psychiatrickou léčebnou, „úžasným gotickým sídlem“ s tělocvičnou a bazénem, ve které se léčili bohatí klienti. Vedená doktorem Jonathanem Slocumem se specializovala na progresivní léčebné přístupy, jako je „intenzivní rekreace“ a terapie mluvením.
V roce 1924 se rodiče Stieglitzové rozvedli a během čtyř měsíců se její otec a Georgia O'Keeffe vzali na malém soukromém obřadu. Její manžel zemřel v roce 1957. V roce 1934 byla Zelda Fitzgeraldová později také pacientkou v Craig House.

## Smrt
Poté, co byla institucionalizována na 48 let, Stieglitzová zemřela v roce 1971. Byla pohřbena na hřbitově Mount Auburn v Cambridge ve státě Massachusetts.

## Rodina
Milton Sprague Stearns, junior sloužil v námořnictvu Spojených států během druhé světové války jako poručík a navigátor. Absolvoval Harvard University a Harvard Business School, během své kariéry byl úspěšným bankéřem, lídrem v technologických oblastech a konzultantem. S manželkou Virginií měl pět dětí. Zemřel v roce 2015 v Boynton Beach na Floridě a byl pohřben na hřbitově Mount Auburn v Cambridge, Massachusetts.